# 2018 en els vols espacials
Aquest article és una llista d'esdeveniments de vols espacials relacionats que es van produir el 2018. En aquest any es va veure el vol inaugural del vehicle de llançament Falcon Heavy, el Falcon 9 Block 5 i el Zhuque-1.
Per primera vegada des del 1990, es van realitzar més de 100 llançaments orbitals a nivell mundial.

## Exploració planetària
La sonda sismògraf de la NASA InSight va ser llançada el maig i va aterrar a Mart el novembre. La sonda solar Parker va ser llançada a l'agost per explorar el Sol, i va arribar el seu primer periheli al novembre, viatjant més ràpid que qualsevol nau espacial anterior. El 20 d'octubre, l'ESA i la JAXA van llançar el BepiColombo a Mercuri, en una missió de deu anys amb diversos sobrevols i, finalment, desplegant dos orbitadors al 2025 per a l'estudi local. La missió de retorn de mostres d'asteroides Hayabusa2 va arribar al juny a la seva destinació, Ryugu, i la sonda similar OSIRIS-REx va arribar el desembre a Bennu. La Xina va llançar el seu mòdul de descens/astromòbil Chang'e 4 al desembre per intentar el primer aterratge suau a la cara oculta de la Lluna; es va enviar un relé de comunicacions al segon punt de Lagrange Terra-Lluna el maig. El Premi Google Lunar X va expirar el 31 de març sense un guanyador del premi de 20 milions de dòlars, perquè cap dels cinc equips finalistes vna poder llançar una missió lunar comercial abans de la data límit.

## Vols espacials tripulats
La missió d'octubre de Soiuz MS-10 a l'Estació Espacial Internacional (EEI) es va avortar poc després del llançament, a causa d'un fracàs de separació d'un dels coets acceleradors laterals del sistema de llançament. La tripulació va aterrar amb seguretat, i va ser reprogramada pel març del 2019 amb la Soiuz MS-12. El retorn previst dels Estats Units al vol espacial tripulat es va endarrerir encara més fins al 2019, com ho va fer Boeing i SpaceX, amb la supervisió de la NASA, es va realitzar més proves a la seva nau comercial de la tripulació comercial en desenvolupament: Starliner amb l'Atlas V i la Dragon 2 amb el Falcon 9.

## Innovació en coets
Després d'un llançament fallit el 2017, el coet Electron va arribar a l'òrbita amb el seu segon vol al gener; fabricat per Rocket Lab, és el primer coet orbital equipat amb motors de coets amb bombes elèctriques.
El 3 de febrer, el coet japonès SS-520-5 (un coet sonda modificat) va lliurar amb èxit un 3U CubeSat a l'òrbita, convertint-se així en el vehicle de llançament orbital més lleuger i petit de la història.
El 6 de febrer, SpaceX va realitzar la molt retardada prova de vol del Falcon Heavy, transportant un cotxe i un maniquí a una òrbita heliocèntrica més enllà de Mart. Falcon Heavy és el coet més potent actualment operatiu.
El 27 d'octubre, LandSpace va llançar el Zhuque-1, el primer coet desenvolupat de manera privada a la Xina; no va poder arribar a l'òrbita.
El 13 de desembre el SpaceShipTwo de Virgin Galactic va arribar als 82,7 km, per sota de la línia de Kármán reconeguda internacional però per sobre de la definició de 50 milles d'espai utilitzada per la Federal Aviation Administration dels Estats Units.

## Acceleració de l'activitat
L'activitat global de la indústria del llançament va créixer significativament el 2018. Es van realitzar 114 llançaments durant l'any complet, davant dels 91 del 2017, un 25% més. Només tres missions van fallar totalment o parcialment el 2018, en comparació amb vuit errors en 2017. A l'agost, la Xina va superar el seu rècord anterior de 22 llançaments el 2016 i va acabar l'any amb un total de 39 llançaments. El 100è llançament orbital de l'any es va produir el 3 de desembre, excedint tots els valors anuals des de 1991.

## Llançaments orbitals
| ← Gen · Feb · Mar · Abr · Mai · Jun · Jul · Aug · Set · Oct · Nov · Des → |

| ← Gen · Feb · Mar · Abr · Mai · Jun · Jul · Aug · Set · Oct · Nov · Des → |

| ← Gen · Feb · Mar · Abr · Mai · Jun · Jul · Aug · Set · Oct · Nov · Des → |

| ← Gen · Feb · Mar · Abr · Mai · Jun · Jul · Aug · Set · Oct · Nov · Des → |

| ← Gen · Feb · Mar · Abr · Mai · Jun · Jul · Aug · Set · Oct · Nov · Des → |

| ← Gen · Feb · Mar · Abr · Mai · Jun · Jul · Aug · Set · Oct · Nov · Des → |

| ← Gen · Feb · Mar · Abr · Mai · Jun · Jul · Aug · Set · Oct · Nov · Des → |

| ← Gen · Feb · Mar · Abr · Mai · Jun · Jul · Aug · Set · Oct · Nov · Des → |

| ← Gen · Feb · Mar · Abr · Mai · Jun · Jul · Aug · Set · Oct · Nov · Des → |

| ← Gen · Feb · Mar · Abr · Mai · Jun · Jul · Aug · Set · Oct · Nov · Des → |

| ← Gen · Feb · Mar · Abr · Mai · Jun · Jul · Aug · Set · Oct · Nov · Des → |

## Llançaments suborbitals
| Data i hora (UTC)    | Coet | Coet                                         | Plataforma de llançament                                | Plataforma de llançament                                | LSP                                     | LSP                                     |
| -------------------- | --- | -------------------------------------------- | ------------------------------------------------------- | ------------------------------------------------------- | --------------------------------------- | --------------------------------------- |
| Data i hora (UTC)    | Càrrega útil | Operador                                     | Òrbita                                                  | Funció                                                  | Deteriorament (UTC)                     | Resultat                                |
| Data i hora (UTC)    | Comentaris |                                              |                                                         |                                                         |                                         |                                         |
| 18 de gener 05:53    | Agni V | Agni V                                       | Integrated Test Range Launch Complex IV                 | Integrated Test Range Launch Complex IV                 | DRDO                                    | DRDO                                    |
| 18 de gener 05:53    | | DRDO                                         | Suborbital                                              | Prova de míssils                                        | 18 de gener                             | Reeixit                                 |
| 18 de gener 05:53    | Apogeu: ~800 km |                                              |                                                         |                                                         |                                         |                                         |
| 19 de gener 12:17    | Black Brant IX | Black Brant IX                               | Poker Flat Research Range                               | Poker Flat Research Range                               | NASA                                    | NASA                                    |
| 19 de gener 12:17    | DXL-3 | U of M                                       | Suborbital                                              | Astronomia                                              | 19 de gener                             | Reeixit                                 |
| 19 de gener 12:17    | Apogeu: 230 km |                                              |                                                         |                                                         |                                         |                                         |
| 26 de gener 14:11:15 | Terrier-Improved Orion | Terrier-Improved Orion                       | Poker Flat Research Range                               | Poker Flat Research Range                               | NASA                                    | NASA                                    |
| 26 de gener 14:11:15 | Super Soaker | ASTRA                                        | Suborbital                                              | Atmosfèric                                              | 26 de gener                             | Reeixit                                 |
| 26 de gener 14:11:15 | Apogeu: ~160 km |                                              |                                                         |                                                         |                                         |                                         |
| 26 de gener 14:48:00 | Terrier-Improved Orion | Terrier-Improved Orion                       | Poker Flat Research Range                               | Poker Flat Research Range                               | NASA                                    | NASA                                    |
| 26 de gener 14:48:00 | Super Soaker | ASTRA                                        | Suborbital                                              | Atmosfèric                                              | 26 de gener                             | Reeixit                                 |
| 26 de gener 14:48:00 | Apogeu: ~97 km |                                              |                                                         |                                                         |                                         |                                         |
| 26 de gener 14:49:30 | Terrier-Improved Orion | Terrier-Improved Orion                       | Poker Flat Research Range                               | Poker Flat Research Range                               | NASA                                    | NASA                                    |
| 26 de gener 14:49:30 | Super Soaker | ASTRA                                        | Suborbital                                              | Atmosfèric                                              | 26 de gener                             | Reeixit                                 |
| 26 de gener 14:49:30 | Apogeu: ~160 km |                                              |                                                         |                                                         |                                         |                                         |
| 31 de gener          | IRBM ? | IRBM ?                                       | C-17, Oceà Pacífic                                      | C-17, Oceà Pacífic                                      | MDA                                     | MDA                                     |
| 31 de gener          | Objectiu de FTM-29 | MDA                                          | Suborbital                                              | Objectiu d'ABM                                          | 31 de gener                             | Reeixit                                 |
| 31 de gener          | Apogeu: 300 km |                                              |                                                         |                                                         |                                         |                                         |
| 31 de gener          | SM-3 Block IIA | SM-3 Block IIA                               | Pacific Missile Range Facility                          | Pacific Missile Range Facility                          | Marina dels Estats Units d'Amèrica      | Marina dels Estats Units d'Amèrica      |
| 31 de gener          | FTM-29 Interceptor | MDA                                          | Suborbital                                              | Prova d'ABM                                             | 31 de gener                             | Fracàs                                  |
| 31 de gener          | Prova del sistema d'armament terrestre Aegis Ballistic Missile Defense (BMD), no va interceptar l'objectiu |                                              |                                                         |                                                         |                                         |                                         |
| 5 de febrer          | B-611? | B-611?                                       | Shuangchengzi                                           | Shuangchengzi                                           | PLA                                     | PLA                                     |
| 5 de febrer          | | PLA                                          | Suborbital                                              | Objectiu d'ABM                                          | 5 de febrer                             | Reeixit                                 |
| 5 de febrer          | Target |                                              |                                                         |                                                         |                                         |                                         |
| 5 de febrer          | SC-19 | SC-19                                        | Korla                                                   | Korla                                                   | PLA                                     | PLA                                     |
| 5 de febrer          | | PLA                                          | Suborbital                                              | Prova d'ABM                                             | 5 de febrer                             | Reeixit                                 |
| 5 de febrer          | Interceptor, intercepció reeixida |                                              |                                                         |                                                         |                                         |                                         |
| 6 de febrer 03:00    | Agni I | Agni I                                       | Integrated Test Range                                   | Integrated Test Range                                   | IDRDL                                   | IDRDL                                   |
| 6 de febrer 03:00    | | IDRDL                                        | Suborbital                                              | Prova de míssils                                        | 6 de febrer                             | Reeixit                                 |
| 6 de febrer 03:00    | Apogeu: ~500 km? |                                              |                                                         |                                                         |                                         |                                         |
| 18 de febrer 23:30   | Arrow III | Arrow III                                    | Negev                                                   | Negev                                                   | IAF                                     | IAF                                     |
| 18 de febrer 23:30   | | IAI/IDF                                      | Suborbital                                              | Vol de prova                                            | 18 de febrer                            | Reeixit                                 |
| 18 de febrer 23:30   | Vol de prova reeixit del sistema d'armament Arrow-III |                                              |                                                         |                                                         |                                         |                                         |
| 20 de febrer 03:08   | Agni II | Agni II                                      | Integrated Test Range                                   | Integrated Test Range                                   | Exèrcit indi / DRDO                     | Exèrcit indi / DRDO                     |
| 20 de febrer 03:08   | | Exèrcit indi/DRDO                            | Suborbital                                              | Prova de míssils                                        | 20 de febrer                            | Reeixit                                 |
| 25 de març 10:51     | Terrier-Improved Malemute | Terrier-Improved Malemute                    | Wallops Flight Facility                                 | Wallops Flight Facility                                 | NASA                                    | NASA                                    |
| 25 de març 10:51     | USIP | NASA                                         | Suborbital                                              | Càrregues útils estudiantils                            | 25 de març                              | Reeixit                                 |
| 25 de març 10:51     | Apogeu: 172 km |                                              |                                                         |                                                         |                                         |                                         |
| 27 de març 02:40?    | UGM-133 Trident II | UGM-133 Trident II                           | USS Nebraska (SSBN-739), Pacific Missile Range Facility | USS Nebraska (SSBN-739), Pacific Missile Range Facility | Marina dels Estats Units d'Amèrica      | Marina dels Estats Units d'Amèrica      |
| 27 de març 02:40?    | | Marina dels Estats Units d'Amèrica           | Suborbital                                              | Prova de míssils                                        | 27 de març                              | Reeixit                                 |
| 27 de març 02:40?    | Demonstration and Shakedown Operation (DASO) 28 |                                              |                                                         |                                                         |                                         |                                         |
| 27 de març 02:40?    | UGM-133 Trident II | UGM-133 Trident II                           | USS Nebraska (SSBN-739), Pacific Missile Range Facility | USS Nebraska (SSBN-739), Pacific Missile Range Facility | Marina dels Estats Units d'Amèrica      | Marina dels Estats Units d'Amèrica      |
| 27 de març 02:40?    | | Marina dels Estats Units d'Amèrica           | Suborbital                                              | Prova de míssils                                        | 27 de març                              | Reeixit                                 |
| 27 de març 02:40?    | Demonstration and Shakedown Operation (DASO) 28 |                                              |                                                         |                                                         |                                         |                                         |
| 31 de març 16:19     | Black Brant IX | Black Brant IX                               | Wallops Flight Facility                                 | Wallops Flight Facility                                 | NASA                                    | NASA                                    |
| 31 de març 16:19     | ASPIRE-2 | NASA                                         | Suborbital                                              | Demostració tecnològica                                 | 31 de març                              | Reeixit                                 |
| 31 de març 16:19     | Es va provar el paracaigudes del Mars 2020 |                                              |                                                         |                                                         |                                         |                                         |
| 4 d'abril 10:40      | Black Brant IX | Black Brant IX                               | Kwajalein Atoll                                         | Kwajalein Atoll                                         | NASA                                    | NASA                                    |
| 4 d'abril 10:40      | WRX-R | PSU                                          | Suborbital                                              | Astronomia de raigs X                                   | 4 d'abril                               | Reeixit                                 |
| 4 d'abril 10:40      | Apogeu: 205 km |                                              |                                                         |                                                         |                                         |                                         |
| 4 d'abril 18:00      | Hyperbola-1S (Shian Quxian 1Z) | Hyperbola-1S (Shian Quxian 1Z)               | Illa de Hainan                                          | Illa de Hainan                                          | i-Space                                 | i-Space                                 |
| 4 d'abril 18:00      | Simulador de massa | i-Space                                      | Suborbital                                              | Vol de prova                                            | 4 d'abril                               | Reeixit                                 |
| 4 d'abril 18:00      | Apogeu: 108 km |                                              |                                                         |                                                         |                                         |                                         |
| 6 d'abril 14:00      | RH-300 Mk-II | RH-300 Mk-II                                 | TERLS                                                   | TERLS                                                   | ISRO                                    | ISRO                                    |
| 6 d'abril 14:00      | Índia | ISRO VSSC                                    | Suborbital                                              | Investigació ionosfèrica                                | 6 d'abril                               | Reeixit                                 |
| 6 d'abril 14:00      | Apogeu: 107 km |                                              |                                                         |                                                         |                                         |                                         |
| 16 d'abril 16:47     | Black Brant IX | Black Brant IX                               | Kwajalein Atoll                                         | Kwajalein Atoll                                         | NASA                                    | NASA                                    |
| 16 d'abril 16:47     | CHESS-4 | Universitat de Colorado                      | Suborbital                                              | Astronomia de raigs ultraviolats                        | 16 d'abril                              | Reeixit                                 |
| 16 d'abril 16:47     | Apogeu: 200 km |                                              |                                                         |                                                         |                                         |                                         |
| 25 d'abril 12:26     | Minuteman-III | Minuteman-III                                | Vandenberg Air Force Base LF-10                         | Vandenberg Air Force Base LF-10                         | Força Aèria dels Estats Units d'Amèrica | Força Aèria dels Estats Units d'Amèrica |
| 25 d'abril 12:26     | | Força Aèria dels Estats Units d'Amèrica      | Suborbital                                              | Vol de prova                                            | 25 d'abril                              | Reeixit                                 |
| 29 d'abril 17:06     | New Shepard | New Shepard                                  | Corn Ranch                                              | Corn Ranch                                              | Blue Origin                             | Blue Origin                             |
| 29 d'abril 17:06     | Suborbital Flight Experiment Monitor-2 | NASA                                         | Suborbital                                              | Demostració tecnològica                                 | 29 d'abril                              | Reeixit                                 |
| 29 d'abril 17:06     | Schmitt Space Communicator | SolStar                                      | Suborbital                                              | Demostració tecnològica                                 | 29 d'abril                              | Reeixit                                 |
| 29 d'abril 17:06     | Daphnia | Universitat de Bayreuth                      | Suborbital                                              | Investigació de microgravetat                           | 29 d'abril                              | Reeixit                                 |
| 29 d'abril 17:06     | EQUIPAGE | Otto von Guericke University                 | Suborbital                                              | Investigació de microgravetat                           | 29 d'abril                              | Reeixit                                 |
| 29 d'abril 17:06     | EUPHORIE | Universitat de Duisburg-Essen                | Suborbital                                              | Investigació de microgravetat                           | 29 d'abril                              | Reeixit                                 |
| 29 d'abril 17:06     | 8th flight, Apogeu: ~107 km |                                              |                                                         |                                                         |                                         |                                         |
| 13 de maig 08:30     | VSB-30 | VSB-30                                       | Esrange                                                 | Esrange                                                 | EuroLaunch                              | EuroLaunch                              |
| 13 de maig 08:30     | / TEXUS-54 | DLR / ESA                                    | Suborbital                                              | Microgravetat                                           | 13 de maig                              | Reeixit                                 |
| 13 de maig 08:30     | Apogeu: 261 km |                                              |                                                         |                                                         |                                         |                                         |
| 14 de maig 08:23     | Minuteman-III | Minuteman-III                                | Vandenberg Air Force Base LF-04                         | Vandenberg Air Force Base LF-04                         | Força Aèria dels Estats Units d'Amèrica | Força Aèria dels Estats Units d'Amèrica |
| 14 de maig 08:23     | | Força Aèria dels Estats Units d'Amèrica      | Suborbital                                              | Vol de prova                                            | 14 de maig                              | Reeixit                                 |
| 17 de maig 00:33     | OS-X, Chongqing Liangjiang (Twin-River) Star | OS-X, Chongqing Liangjiang (Twin-River) Star | Localització no revelada al nord-oest de la Xina        | Localització no revelada al nord-oest de la Xina        | OneSpace                                | OneSpace                                |
| 17 de maig 00:33     | | OneSpace                                     | Suborbital                                              | Vol de prova                                            | 17 de maig                              | Reeixit                                 |
| 22 de maig           | RSM-56 Bulava | RSM-56 Bulava                                | K-535 Yury Dolgorukiy, Mar Blanca                       | K-535 Yury Dolgorukiy, Mar Blanca                       | VMF                                     | VMF                                     |
| 22 de maig           | | VMF                                          | Suborbital                                              | Prova de míssils                                        | 22 de maig                              | Reeixit                                 |
| 22 de maig           | RSM-56 Bulava | RSM-56 Bulava                                | K-535 Yury Dolgorukiy, Mar Blanca                       | K-535 Yury Dolgorukiy, Mar Blanca                       | VMF                                     | VMF                                     |
| 22 de maig           | | VMF                                          | Suborbital                                              | Prova de míssils                                        | 22 de maig                              | Reeixit                                 |
| 22 de maig           | RSM-56 Bulava | RSM-56 Bulava                                | K-535 Yury Dolgorukiy, Mar Blanca                       | K-535 Yury Dolgorukiy, Mar Blanca                       | VMF                                     | VMF                                     |
| 22 de maig           | | VMF                                          | Suborbital                                              | Prova de míssils                                        | 22 de maig                              | Reeixit                                 |
| 22 de maig           | RSM-56 Bulava | RSM-56 Bulava                                | K-535 Yury Dolgorukiy, Mar Blanca                       | K-535 Yury Dolgorukiy, Mar Blanca                       | VMF                                     | VMF                                     |
| 22 de maig           | | VMF                                          | Suborbital                                              | Prova de míssils                                        | 22 de maig                              | Reeixit                                 |
| 23 de maig           | Terrier Malemute | Terrier Malemute                             | Pacific Missile Range Facility                          | Pacific Missile Range Facility                          | NNSA                                    | NNSA                                    |
| 23 de maig           | HOT SHOT 1 | NNSA                                         | Suborbital                                              | Experiments de tecnologia                               | 23 de maig                              | Reeixit                                 |
| 23 de maig           | Apogeu: ~360 km |                                              |                                                         |                                                         |                                         |                                         |
| 29 de maig 18:54     | Black Brant IX | Black Brant IX                               | White Sands                                             | White Sands                                             | NASA                                    | NASA                                    |
| 29 de maig 18:54     | Hi-C 2.1 | NASA/MSFC                                    | Suborbital                                              | Solar research                                          | 29 de maig                              | Reeixit                                 |
| 29 de maig 18:54     | Apogeu: 290 km |                                              |                                                         |                                                         |                                         |                                         |
| 31 de maig 04:00     | VSB-30 | VSB-30                                       | Esrange                                                 | Esrange                                                 | EuroLaunch                              | EuroLaunch                              |
| 31 de maig 04:00     | / TEXUS-55 | DLR / ESA                                    | Suborbital                                              | Microgravetat                                           | 31 de maig                              | Reeixit                                 |
| 31 de maig 04:00     | Apogeu: 255 km |                                              |                                                         |                                                         |                                         |                                         |
| 3 de juny 04:18      | Agni V | Agni V                                       | Integrated Test Range Launch Complex IV                 | Integrated Test Range Launch Complex IV                 | DRDO                                    | DRDO                                    |
| 3 de juny 04:18      | | DRDO                                         | Suborbital                                              | Prova de míssils                                        | 3 de juny                               | Reeixit                                 |
| 3 de juny 04:18      | Apogeu: ~800 km |                                              |                                                         |                                                         |                                         |                                         |
| 7 de juny            | Boosted Zombi (ATACMS) | Boosted Zombi (ATACMS)                       | White Sands                                             | White Sands                                             | NASA                                    | NASA                                    |
| 7 de juny            | | US Army                                      | Suborbital                                              | Prova de míssils                                        | 7 de juny                               | Reeixit                                 |
| 7 de juny            | Apogeu: 100 km? |                                              |                                                         |                                                         |                                         |                                         |
| 18 de juny 19:00     | Black Brant IX | Black Brant IX                               | White Sands                                             | White Sands                                             | NASA                                    | NASA                                    |
| 18 de juny 19:00     | EVE | CU Boulder                                   | Suborbital                                              | Calibració del SDO                                      | 18 de juny                              | Reeixit                                 |
| 18 de juny 19:00     | Apogeu: 250 km |                                              |                                                         |                                                         |                                         |                                         |
| 19 de juny           | RS-24 Yars | RS-24 Yars                                   | Plesetsk                                                | Plesetsk                                                | RVSN                                    | RVSN                                    |
| 19 de juny           | | RVSN                                         | Suborbital                                              | Prova de míssils                                        | 19 de juny                              | Reeixit                                 |
| 21 de juny 09:30     | Terrier-Improved Orion | Terrier-Improved Orion                       | Wallops Flight Facility                                 | Wallops Flight Facility                                 | NASA                                    | NASA                                    |
| 21 de juny 09:30     | RockOn | Universitat de Colorado                      | Suborbital                                              | Càrregues útils estudiantils                            | 21 de juny                              | Reeixit                                 |
| 21 de juny 09:30     | Apogeu: 120 km |                                              |                                                         |                                                         |                                         |                                         |
| 29 de juny           | Momo 2 | Momo 2                                       | Taiki Aerospace Research Field                          | Taiki Aerospace Research Field                          | Interstellar Technologies               | Interstellar Technologies               |
| 29 de juny           | Japó | Kochi University of Technology               | Suborbital                                              | Demostració tecnològica                                 | 29 de juny                              | Error de llançament                     |
| 29 de juny           | Dos segons després del llançament, el motor va fallar i el vehicle va tornar a caure a la plataforma i va explotar |                                              |                                                         |                                                         |                                         |                                         |
| 18 de juliol 15:11   | New Shepard | New Shepard                                  | Corn Ranch                                              | Corn Ranch                                              | Blue Origin                             | Blue Origin                             |
| 18 de juliol 15:11   | Crew Capsule 2.0 | Blue Origin                                  | Suborbital                                              | Vol de prova                                            | 18 de juliol                            | Reeixit                                 |
| 18 de juliol 15:11   | 9è vol, el Crew Capsule 2.0-1 RSS H.G.Wells portant un maniquí i diversos experiments de la NASA, Johns Hopkins University Applied Physics Laboratory, Purdue University, Otto von Guericke University i Olympiaspace a Alemanya. Tant el reforç com la càpsula ja són provades. Prova d'èxit del sistema d'avortament en vol a gran altitud, Apogeu: ~119 km, durada d'11 minuts. |                                              |                                                         |                                                         |                                         |                                         |
| 20 de juliol 22:00   | Astra (Rocket 1) | Astra (Rocket 1)                             | Pacific Spaceport Complex – Alaska                      | Pacific Spaceport Complex – Alaska                      | Astra Space                             | Astra Space                             |
| 20 de juliol 22:00   | | Astra Space                                  | Suborbital                                              | Prova de vol                                            | 20 de juliol                            | Error de llançament                     |
| 23 de juliol 06:00   | Black Brant IX | Black Brant IX                               | White Sands                                             | White Sands                                             | NASA                                    | NASA                                    |
| 23 de juliol 06:00   | Micro-X | NU                                           | Suborbital                                              | Astronomia de raigs X                                   | 23 de juliol                            | Reeixit                                 |
| 23 de juliol 06:00   | El detector va funcionar tal com estava previst durant el vol, però el sistema d'apuntament no va poder captar el blanc Cassiopeia A, Apogeu: 270 km |                                              |                                                         |                                                         |                                         |                                         |
| 31 de juliol 11:38   | Minuteman-III | Minuteman-III                                | Vandenberg Air Force Base                               | Vandenberg Air Force Base                               | Força Aèria dels Estats Units d'Amèrica | Força Aèria dels Estats Units d'Amèrica |
| 31 de juliol 11:38   | | Força Aèria dels Estats Units d'Amèrica      | Suborbital                                              | Vol de prova                                            | 31 de juliol                            | Error de llançament                     |
| 14 d'agost 10:13     | Terrier-Improved Malemute | Terrier-Improved Malemute                    | Wallops Flight Facility                                 | Wallops Flight Facility                                 | NASA                                    | NASA                                    |
| 14 d'agost 10:13     | RockSat-X | NASA                                         | Suborbital                                              | Experiments estudiantils                                | 14 d'agost                              | Reeixit                                 |
| 14 d'agost 10:13     | Apogeu: 146 km |                                              |                                                         |                                                         |                                         |                                         |
| 25 d'agost 18:15?    | SARGE | SARGE                                        | Spaceport America, Nou Mèxic                            | Spaceport America, Nou Mèxic                            | Exos Aerospace                          | Exos Aerospace                          |
| 25 d'agost 18:15?    | SARGE Pathfinder | Exos Aerospace                               | Suborbital                                              | Vol de prova                                            | 25 d'agost                              | Error parcial de llançament             |
| 25 d'agost 18:15?    | Un receptor GPS del coet va deixar de proporcionar dades durant l'ascens del coet. Això va desencadenar un tancament automàtic del motor del coet 38 segons després de l'enlairament, enfront d'una durada prevista de 62 a 65 segons. El coet va assolir una altura màxima de 28 quilòmetres, en lloc dels 80 quilòmetres previstos                                               |                                              |                                                         |                                                         |                                         |                                         |
| 5 de setembre 05:00  | Hyperbola-1S (Shian Quxian 1Z) | Hyperbola-1S (Shian Quxian 1Z)               | Jiuquan                                                 | Jiuquan                                                 | i-Space                                 | i-Space                                 |
| 5 de setembre 05:00  | Tres CubeSats | Dues empreses                                | Suborbital                                              | Vol de prova                                            | 5 de setembre                           | Reeixit                                 |
| 5 de setembre 05:00  | Apogeu: 108 km |                                              |                                                         |                                                         |                                         |                                         |
| 7 de setembre 13:30  | Black Brant IX | Black Brant IX                               | Wallops Flight Facility                                 | Wallops Flight Facility                                 | NASA                                    | NASA                                    |
| 7 de setembre 13:30  | ASPIRE-3 | NASA                                         | Suborbital                                              | Demostració tecnològica                                 | 7 de setembre                           | Reeixit                                 |
| 7 de setembre 13:30  | Es va provar el paracaigudes del Mars 2020 |                                              |                                                         |                                                         |                                         |                                         |
| 7 de setembre 17:21  | Black Brant IX | Black Brant IX                               | White Sands                                             | White Sands                                             | NASA                                    | NASA                                    |
| 7 de setembre 17:21  | FOXSI | UMN                                          | Suborbital                                              | Investigació solar                                      | 7 de setembre                           | Reeixit                                 |
| 7 de setembre 17:21  | Apogeu: 304 km |                                              |                                                         |                                                         |                                         |                                         |
| 12 de setembre 08:37 | MRBM | MRBM                                         | Pacific Missile Range Facility                          | Pacific Missile Range Facility                          | MDA                                     | MDA                                     |
| 12 de setembre 08:37 | | JMSDF/MDA                                    | Suborbital                                              | Objectiu d'ABM                                          | 12 de setembre                          | Reeixit                                 |
| 12 de setembre 08:37 | Apogeu: 150 km?, interceptat per SM-3-IB |                                              |                                                         |                                                         |                                         |                                         |
| 12 de setembre 08:40 | RIM-161 Standard Missile 3-IB | RIM-161 Standard Missile 3-IB                | JS Atago, Oceà Pacífic                                  | JS Atago, Oceà Pacífic                                  | JMSDF                                   | JMSDF                                   |
| 12 de setembre 08:40 | | JMSDF                                        | Suborbital                                              | Prova d'ABM                                             | 12 de setembre                          | Reeixit                                 |
| 12 de setembre 08:40 | JFTM-05, Apogeu: 150 km?, objectiu interceptat |                                              |                                                         |                                                         |                                         |                                         |
| 12 de setembre 14:33 | SpaceLoft XL | SpaceLoft XL                                 | Spaceport America                                       | Spaceport America                                       | UP Aerospace                            | UP Aerospace                            |
| 12 de setembre 14:33 | FOP-5 (ADEPT, SFEM-3, AFTS) | NASA                                         | Suborbital                                              | Tres experiments tecnològics                            | 12 de setembre                          | Reeixit                                 |
| 12 de setembre 14:33 | Missió SL-12, Apogeu: 114 km |                                              |                                                         |                                                         |                                         |                                         |
| 17 de setembre 14:09 | SpaceLoft XL | SpaceLoft XL                                 | Spaceport America                                       | Spaceport America                                       | UP Aerospace                            | UP Aerospace                            |
| 17 de setembre 14:09 | FOP-6, Celestis 15 | NASA                                         | Suborbital                                              | Experiments tecnològics                                 | 17 de setembre                          | Reeixit                                 |
| 17 de setembre 14:09 | Missió SL-11, Apogeu: 114 km |                                              |                                                         |                                                         |                                         |                                         |
| 27 de setembre 12:15 | Nucleus | Nucleus                                      | Andøya                                                  | Andøya                                                  | Andøya                                  | Andøya                                  |
| 27 de setembre 12:15 | Nammo Nucleus | Nammo                                        | Suborbital                                              | Experiments tecnològics                                 | 27 de setembre                          | Reeixit                                 |
| 27 de setembre 12:15 | Apogeu: 107 km |                                              |                                                         |                                                         |                                         |                                         |
| 8 d'octubre          | Ghauri | Ghauri                                       | Tilla                                                   | Tilla                                                   | Exèrcit de Pakistan                     | Exèrcit de Pakistan                     |
| 8 d'octubre          | Haft-5 | Exèrcit de Pakistan                          | Suborbital                                              | Prova de míssils                                        | 8 d'octubre                             | Reeixit                                 |
| 8 d'octubre          | Apogeu: 400 km ? |                                              |                                                         |                                                         |                                         |                                         |
| 11 d'octubre 11:00?  | DF-11? | DF-11?                                       | Jiuquan                                                 | Jiuquan                                                 | PLARF                                   | PLARF                                   |
| 11 d'octubre 11:00?  | | PLARF                                        | Suborbital                                              | Prova de míssils                                        | 11 d'octubre                            | Reeixit                                 |
| 11 d'octubre 11:00?  | Apogeu: 500 km ? |                                              |                                                         |                                                         |                                         |                                         |
| 11 d'octubre         | R-29RMU Sineva | R-29RMU Sineva                               | Submarí rus, Mar de Barentsz                            | Submarí rus, Mar de Barentsz                            | VMF                                     | VMF                                     |
| 11 d'octubre         | | VMF                                          | Suborbital                                              | Prova de míssils                                        | 11 d'octubre                            | Reeixit                                 |
| 11 d'octubre         | R-29RMU Sineva | R-29RMU Sineva                               | Submarí rus, Mar de Barentsz                            | Submarí rus, Mar de Barentsz                            | VMF                                     | VMF                                     |
| 11 d'octubre         | | VMF                                          | Suborbital                                              | Prova de míssils                                        | 11 d'octubre                            | Reeixit                                 |
| 11 d'octubre         | R-29R Volna | R-29R Volna                                  | Submarí rus, Mar d'Okhotsk                              | Submarí rus, Mar d'Okhotsk                              | VMF                                     | VMF                                     |
| 11 d'octubre         | | VMF                                          | Suborbital                                              | Prova de míssils                                        | 11 d'octubre                            | Reeixit                                 |
| 11 d'octubre         | R-29R Volna | R-29R Volna                                  | Submarí rus, Mar d'Okhotsk                              | Submarí rus, Mar d'Okhotsk                              | VMF                                     | VMF                                     |
| 11 d'octubre         | | VMF                                          | Suborbital                                              | Prova de míssils                                        | 11 d'octubre                            | Reeixit                                 |
| 26 d'octubre         | MRBM | MRBM                                         | Pacific Missile Range Facility                          | Pacific Missile Range Facility                          | MDA                                     | MDA                                     |
| 26 d'octubre         | Objectiu de FTM-45 | MDA                                          | Suborbital                                              | Objectiu d'ABM                                          | 26 d'octubre                            | Reeixit                                 |
| 26 d'octubre         | Objectiu de míssils balístics per a intercepció |                                              |                                                         |                                                         |                                         |                                         |
| 26 d'octubre         | SM-3 Block IIA | SM-3 Block IIA                               | USS John Finn, Kauai                                    | USS John Finn, Kauai                                    | Marina dels Estats Units d'Amèrica      | Marina dels Estats Units d'Amèrica      |
| 26 d'octubre         | Interceptor de FTM-45 | MDA                                          | Suborbital                                              | Prova d'ABM                                             | 26 d'octubre                            | Reeixit                                 |
| 26 d'octubre         | Interceptor de míssils balístics, intercepció reeixida |                                              |                                                         |                                                         |                                         |                                         |
| 7 de novembre 07:01  | Minuteman-III | Minuteman-III                                | Vandenberg Air Force Base                               | Vandenberg Air Force Base                               | Força Aèria dels Estats Units d'Amèrica | Força Aèria dels Estats Units d'Amèrica |
| 7 de novembre 07:01  | | Força Aèria dels Estats Units d'Amèrica      | Suborbital                                              | Vol de prova                                            | 7 de novembre                           | Reeixit                                 |
| 28 de novembre 07:00 | KSLV-2 Pilot Vehicle | KSLV-2 Pilot Vehicle                         | Naro Space Center                                       | Naro Space Center                                       | KARI                                    | KARI                                    |
| 28 de novembre 07:00 | Boilerplate | KARI                                         | Suborbital                                              | Vol de prova                                            | 28 de novembre                          | Reeixit                                 |
| 28 de novembre 07:00 | Apogeu: 209 km |                                              |                                                         |                                                         |                                         |                                         |
| 29 de novembre       | Astra (Test Flight 2) | Astra (Test Flight 2)                        | Pacific Spaceport Complex – Alaska                      | Pacific Spaceport Complex – Alaska                      | Astra Space                             | Astra Space                             |
| 29 de novembre       | | Astra Space                                  | Suborbital                                              | Vol de prova                                            | 29 de novembre                          | Error de llançament                     |
| 30 de novembre       | Khorramshahr | Khorramshahr                                 | Semnan                                                  | Semnan                                                  | AFIRI                                   | AFIRI                                   |
| 30 de novembre       | | AFIRI                                        | Suborbital                                              | Prova de míssils                                        | 30 de novembre                          | Reeixit                                 |
| 7 de desembre 11:06  | Black Brant X | Black Brant X                                | Ny-Aalesund                                             | Ny-Aalesund                                             | NASA                                    | NASA                                    |
| 7 de desembre 11:06  | VISIONS-2 1 | GSFC                                         | Suborbital                                              | Investigació de la ionosfera                            | 7 de desembre                           | Reeixit                                 |
| 7 de desembre 11:06  | Apogeu: 805 km |                                              |                                                         |                                                         |                                         |                                         |
| 7 de desembre 11:08  | Black Brant X | Black Brant X                                | Ny-Aalesund                                             | Ny-Aalesund                                             | NASA                                    | NASA                                    |
| 7 de desembre 11:08  | VISIONS-2 2 | GSFC                                         | Suborbital                                              | Investigació de la ionosfera                            | 7 de desembre                           | Reeixit                                 |
| 7 de desembre 11:08  | Apogeu: 600 km |                                              |                                                         |                                                         |                                         |                                         |
| 8 de desembre 08:26  | Black Brant XIIA | Black Brant XIIA                             | Andøya                                                  | Andøya                                                  | NASA                                    | NASA                                    |
| 8 de desembre 08:26  | TRICE-2-High | UoI                                          | Suborbital                                              | Electrodinàmica                                         | 8 de desembre                           | Reeixit                                 |
| 8 de desembre 08:26  | Apogeu: 1042 km |                                              |                                                         |                                                         |                                         |                                         |
| 8 de desembre 08:28  | Black Brant XIIA | Black Brant XIIA                             | Andøya                                                  | Andøya                                                  | NASA                                    | NASA                                    |
| 8 de desembre 08:28  | TRICE-2-Low | UoI                                          | Suborbital                                              | Electrodinàmica                                         | 8 de desembre                           | Reeixit                                 |
| 8 de desembre 08:28  | Apogeu: 756 km |                                              |                                                         |                                                         |                                         |                                         |
| 9 de desembre 15:43  | VS-30 | VS-30                                        | Alcântara                                               | Alcântara                                               | AEB                                     | AEB                                     |
| 9 de desembre 15:43  | PSR-01 | INPE                                         | Suborbital                                              | Prova                                                   | 9 de desembre                           | Reeixit                                 |
| 9 de desembre 15:43  | Apogeu: 120 km? |                                              |                                                         |                                                         |                                         |                                         |
| 10 de desembre       | IRBM-T1 | IRBM-T1                                      | C-17, Pacific Ocean                                     | C-17, Pacific Ocean                                     | MDA                                     | MDA                                     |
| 10 de desembre       | Objectiu de FTI-03 | MDA                                          | Suborbital                                              | Objectiu d'ABM                                          | 10 de desembre                          | Reeixit                                 |
| 10 de desembre       | Apogeu: 300 km |                                              |                                                         |                                                         |                                         |                                         |
| 10 de desembre       | SM-3 Block IIA | SM-3 Block IIA                               | Pacific Missile Range Facility                          | Pacific Missile Range Facility                          | Marina dels Estats Units d'Amèrica      | Marina dels Estats Units d'Amèrica      |
| 10 de desembre       | Interceptor de FTI-03 | MDA                                          | Suborbital                                              | Prova d'ABM                                             | 10 de desembre                          | Reeixit                                 |
| 10 de desembre       | Interceptor de míssils balístics, intercepció reeixida |                                              |                                                         |                                                         |                                         |                                         |
| 10 de desembre 08:00 | Agni V | Agni V                                       | Integrated Test Range Launch Complex IV                 | Integrated Test Range Launch Complex IV                 | DRDO                                    | DRDO                                    |
| 10 de desembre 08:00 | | DRDO                                         | Suborbital                                              | Prova de míssils                                        | 10 de desembre                          | Reeixit                                 |
| 10 de desembre 08:00 | Apogeu: ~800 km |                                              |                                                         |                                                         |                                         |                                         |
| 10 de desembre       | RS-12M Topol | RS-12M Topol                                 | Kapustin Iar                                            | Kapustin Iar                                            | RVSN                                    | RVSN                                    |
| 10 de desembre       | | RVSN                                         | Suborbital                                              | Prova de míssils                                        | 10 de desembre                          | Error de llançament                     |
| 13 de desembre 16:00 | SpaceShipTwo | SpaceShipTwo                                 | White Knight Two, des de Mojave Spaceport               | White Knight Two, des de Mojave Spaceport               | Virgin Galactic                         | Virgin Galactic                         |
| 13 de desembre 16:00 | VSS Unity | Virgin Galactic                              | Suborbital                                              | Vol de prova                                            | 13 de desembre                          | Reeixit                                 |
| 13 de desembre 16:00 | Primer vol tripulat suborbital de gran alçada de SpaceShipTwo amb dos astronautes (Mark P. Stucky i Frederick W. Sturckow), Apogeu: 82.7 km. No es considera un vol espacial segons les normes de la FAI, però reconegut com un vol espacial sota la llei estatunidenca. |                                              |                                                         |                                                         |                                         |                                         |
| 18 de desembre 07:46 | Black Brant IX | Black Brant IX                               | White Sands Missile Range                               | White Sands Missile Range                               | NASA                                    | NASA                                    |
| 18 de desembre 07:46 | DEUCE 2 | Universitat de Colorado                      | Suborbital                                              | Astronomia                                              | 18 de desembre                          | Reeixit                                 |
| 18 de desembre 07:46 | Apogeu: 282 km |                                              |                                                         |                                                         |                                         |                                         |
| 26 de desembre 09:59 | UR-100NU | UR-100NU                                     | Yasniy                                                  | Yasniy                                                  | RVSN                                    | RVSN                                    |
| 26 de desembre 09:59 | Avangard | RVSN                                         | Suborbital                                              | Prova de míssils                                        | 26 de desembre                          | Reeixit                                 |
| 26 de desembre 09:59 | Prova de vehicle hipersònic Yu-71, Apogeu: 1000 km? |                                              |                                                         |                                                         |                                         |                                         |

## Encontres espacials
| Data (GMT)     | Nau espacial       | Esdeveniment                             | Comentaris |
| -------------- | ------------------ | ---------------------------------------- | --- |
| 7 de febrer    | Juno               | 11è perijove de Júpiter                  | |
| 1 d'abril      | Juno               | 12è perijove                             | |
| 17 de maig     | TESS               | Assistència gravitatòria a la Lluna      | Acostament màxim: 8.100 kilòmetres                                                                                               |
| 24 de maig     | Juno               | 13è perijove                             | |
| 25 de maig     | Queqiao            | Sobrevol lunar                           | A l'òrbita de halo Terra–Lluna L₂                                                                                                |
| 25 de maig     | Longjiang-1        | Sobrevol lunar                           | Injecció orbital lunar fallida                                                                                                   |
| 25 de maig     | Longjiang-2        | Injecció en òrbita selenocèntrica        | L'òrbita preliminar va ser 350 × 13800 km, inclinada 21° a l'equador                                                             |
| 27 de juny     | Hayabusa2          | Arribada a l'asteroide Ryugu             | |
| 16 de juliol   | Juno               | 14è perijove                             | |
| 7 de setembre  | Juno               | 15è perijove                             | |
| 21 de setembre | HIBOU (ROVER-1A)   | Aterratge a Ryugu                        | |
| 21 de setembre | OWL (ROVER-1B)     | Aterratge a Ryugu                        | |
| 3 d'octubre    | MASCOT             | Aterratge a Ryugu                        | |
| 3 d'octubre    | Parker Solar Probe | Primera assistència gravitatòria a Venus | |
| 29 d'octubre   | Juno               | 16è perijove                             | |
| 6 de novembre  | Parker Solar Probe | Primer periheli                          | Es va produir a les 03:28 UTC, a una distància de 25 milions de km del Sol. Nou rècord per la nau espacial més ràpida (95 km/s). |
| 26 de novembre | InSight            | Arribada a Mart                          | Aterratge reeixit |
| 26 de novembre | MarCO A, B         | Sobrevol de Mart                         | Relés de dades pel mòdul de descens InSight                                                                                      |
| 3 de desembre  | OSIRIS-REx         | Arribada a l'asteroide Bennu             | Les operacions de les fases d'aproximació van començar el 17 d'agost                                                             |
| 12 de desembre | Chang'e 4          | Injecció en òrbita selenocèntrica        | L'òrbita preliminar va ser 100 × 400 km, en camí cap a un intent d'allunatge a la cara oculta de la Lluna                        |
| 21 de desembre | Juno               | 17è perijove                             | |

## Activitats extravehiculars (EVAs)
| Inici Data/Hora      | Duració           | Hora fi             | Nau espacial           | Tripulació                              | Comentaris |
| -------------------- | ----------------- | ------------------- | ---------------------- | --------------------------------------- | --- |
| 23 de gener 11:49    | 7 hores 24 minuts | 19:13               | Expedició 54 EEI Quest | - Mark T. Vande Hei - Scott D. Tingle   | - Substitució del Latching End Effector-B (LEE-B, efector final de tancament) pel Space Station Remote Manipulator System (SSRMS, sistema de manipulació remot de l'estació espacial) |
| 2 de febrer 15:34    | 8 hores 13 minuts | 23:47               | Expedició 54 EEI Pirs  | - Alexander Misurkin - Anton Shkaplerov | - Desmuntatge del Lira Electronics Assembly (conjunt electrònic Lira) - Instal·lació de la unitat electrònica actualitzada - Retirada de la unitat antiga - Recuperació de la unitat d'exposició - Recuperació experiment Biorisk - Reubicació de retenció de peu                                                                                      |
| 16 de febrer 12:00   | 5 hores 57 minuts | 17:57               | Expedició 54 EEI Quest | - Mark T. Vande Hei - Norishige Kanai   | - Finalització de la retirada i substitució del Latching End Effector al POA - Reemplaçada LEE Camera, es va instal·lar una corretja al Canadarm2 - Es va fallar en portar a dins el LEE - Lubricat el Canadarm2 - Trasllat de la plataforma d'eines del Dextre - Puntes ajustades al Flex Hose Rotary Coupler (enganxall rotatiu de mànega flexible). |
| 29 de març 13:33     | 6 hores 10 minuts | 19:43               | Expedició 55 EEI Quest | - Richard R. Arnold - Andrew J. Feustel | - Instal·lació d'antena externa sense fils al Node 3 - Retirada de saltador d'amoníac al P1 Truss (P1-3-2 RBVM) - Substitució del grup de càmeres CP8 - Reubicació del saltador d'amoníac del S0 a l'ESP-1 - Reubicació de l'APFR a l'ESP-1 - Preparació de perns a l'ESP-2                                                                            |
| 16 de maig 11:39     | 6 hores 31 minuts | 18:10               | Expedició 55 EEI Quest | - Richard R. Arnold - Andrew J. Feustel | - Reubicació de dues unitats de Pump Flow Control Subassembly (PFCS, subconjunt de control de flux de la bomba) - Substitució del Camera Port-13 (CP-13) External Television Camera Group (ETVCG) - Substitució del Space to Ground Transmit/Receive Controller (SGTRC, controlador de transmissió/recepció d'espai a la terra)                        |
| 14 de juny 08:06     | 6 hores 49 minuts | 14:55               | Expedició 56 EEI Quest | - Andrew J. Feustel - Richard R. Arnold | - Instal·lades noves càmeres per controlar les maniobres d'aproximació i acoblament de naus espacials tripulades comercials - Substitució d'una càmera i una il·luminació defectuosa al costat dret de l'estació - Es va tancar la coberta de l'instrument Cloud Aerosol Transport System                                                              |
| 15 d'agost 16:17     | 7 hores 46 minuts | 00:03 el 16 d'agost | Expedició 56 EEI Pirs  | - Oleg Artemyev - Sergey Prokopyev      | - Es va desplegar quatre CubeSats muntats per estudiants russos - Instal·lació d'antenes i cables pel dispositiu de seguiment animal Icarus - Obtinguts dos paquets d'exposició de materials del Zvezda hull |
| 11 de desembre 15:59 | 7 hores 45 minuts | 21:44               | Expedició 57 EEI Pirs  | - Oleg Kononenko - Sergey Prokopyev     | - Danys inspeccionats al casc del Soiuz MS-09 |

## Esdeveniments de deixalles espacials
| Data/Hora (UTC)      | Objecte origen    | Tipus d'esdeveniment    | Parts identificades | Comentaris                                                       |
| -------------------- | ----------------- | ----------------------- | ------------------- | ---------------------------------------------------------------- |
| 22 de desembre 07:12 | Orbcomm OG1 FM 16 | Trencament de satèl·lit | 34+                 | Orbcomm OG1 sat FM 16 va ser desintegrat per motius desconeguts. |

## Estadístiques de llançaments orbitals

### Per país
Als efectes d'aquesta secció, el recompte anual de llançaments orbitals per països assigna cada vol al país d'origen del coet, no al proveïdor de serveis de llançament o al port espacial. Com a exemples, els llançaments Soiuz d'Arianespace a Kourou es compten sota Rússia perquè el Soiuz-2 és un coet rus i els llançaments de l'Electron de Mahia a Nova Zelanda compten com a llançaments dels EUA.
| País  | País            | Llançaments | Reeixits | Errors | Errors parcials | Comentaris |
| ----- | --------------- | ----------- | -------- | ------ | --------------- | --- |
|       | R.P. de la Xina | 39          | 38       | 1      | 0               | La Xina va superar el seu rècord anterior de 22 llançaments el 2016. L'únic fracàs va ser el primer vol del coet privat Zhuque-1.                                                |
|       | Unió Europea    | 8           | 7        | 0      | 1               | Durant el vol de l'Ariane 5 núm. VA241 al gener, dos satèl·lits llançats van ser col·locats en una òrbita fora de la nominal.                                                    |
|       | Índia           | 7           | 7        | 0      | 0               | El llançament del GSAT-6A va ser un èxit, però el satèl·lit va fallar. |
|       | Japó            | 6           | 6        | 0      | 0               | |
|       | Rússia          | 20          | 19       | 1      | 0               | Inclou els llançaments Soiuz d'Arianespace a Kourou. Error de llançament del Soiuz MS-10 tripulat, els dos cosmonautes van aterrar sans i estalvis.                              |
|       | Estats Units    | 34          | 34       | 0      | 0               | Inclou els llançaments de l'Electron des de Mahia. Al gener, el llançament de Zuma va ser un èxit, es va informar de la pèrdua de satèl·lit, però l'estat actual és classificat. |
| Total | Total           | 114         | 111      | 2      | 1               | |

### Per coet
- Ariane 5
- Atlas V
- Delta II
- Delta IV
- Delta IV Heavy
- Electron
- Falcon 9
- Falcon 9 reutilitzat
- Falcon Heavy
- H-IIA
- H-IIB
- Llarga Marxa 2
- Llarga Marxa 3
- Llarga Marxa 4
- Llarga Marxa 11
- PSLV
- GSLV
- Soiuz-FG
- Soiuz-2 (Rússia)
- Soiuz-ST (Europa)
- Proton-M
- Rókot
- Vega
- Altres

#### Per família
| Família            | País                        | Llançaments | Reeixits | Errors | Errors parcials | Comentaris |
| ------------------ | --------------------------- | ----------- | -------- | ------ | --------------- | ---------- |
| Antares            | Estats Units                | 2           | 2        | 0      | 0               |            |
| Ariane             | Unió Europea                | 6           | 5        | 0      | 1               |            |
| Atlas              | Estats Units                | 5           | 5        | 0      | 0               |            |
| Delta              | Estats Units                | 3           | 3        | 0      | 0               |            |
| Electron           | Estats Units / Nova Zelanda | 3           | 3        | 0      | 0               |            |
| Epsilon            | Japó                        | 1           | 1        | 0      | 0               |            |
| Falcon             | Estats Units                | 21          | 21       | 0      | 0               |            |
| GSLV               | Índia                       | 3           | 3        | 0      | 0               |            |
| H-II               | Japó                        | 4           | 4        | 0      | 0               |            |
| Kuaizhou           | R.P. de la Xina             | 1           | 1        | 0      | 0               |            |
| Llarga Marxa       | R.P. de la Xina             | 37          | 37       | 0      | 0               |            |
| PSLV               | Índia                       | 4           | 4        | 0      | 0               |            |
| R-7                | Rússia                      | 16          | 15       | 1      | 0               |            |
| S-Series           | Japó                        | 1           | 1        | 0      | 0               |            |
| Universal Rocket   | Rússia                      | 4           | 4        | 0      | 0               |            |
| Vega               | Unió Europea                | 2           | 2        | 0      | 0               |            |
| Zhuque (LandSpace) | R.P. de la Xina             | 1           | 0        | 1      | 0               |            |

#### Per tipus
| Coet            | País            | Família          | Llançaments | Reeixits | Fracassos | Fracassos parcials | Comentaris                       |
| --------------- | --------------- | ---------------- | ----------- | -------- | --------- | ------------------ | -------------------------------- |
| Antares 200     | Estats Units    | Antares          | 2           | 2        | 0         | 0                  |                                  |
| Ariane 5        | Unió Europea    | Ariane           | 6           | 5        | 0         | 1                  |                                  |
| Atlas V         | Estats Units    | Atlas            | 5           | 5        | 0         | 0                  |                                  |
| Delta II        | Estats Units    | Delta            | 1           | 1        | 0         | 0                  |                                  |
| Delta IV        | Estats Units    | Delta            | 2           | 2        | 0         | 0                  | Inclou el derivat Delta IV Heavy |
| Electron        | Estats Units    | Electron         | 3           | 3        | 0         | 0                  |                                  |
| Epsilon         | Japó            | Epsilon          | 1           | 1        | 0         | 0                  |                                  |
| Falcon 9        | Estats Units    | Falcon           | 21          | 21       | 0         | 0                  | Inclou el derivat Falcon Heavy   |
| GSLV            | Índia           | GSLV             | 2           | 2        | 0         | 0                  |                                  |
| GSLV Mk III     | Índia           | GSLV             | 1           | 1        | 0         | 0                  |                                  |
| H-IIA           | Japó            | H-II             | 3           | 3        | 0         | 0                  |                                  |
| H-IIB           | Japó            | H-II             | 1           | 1        | 0         | 0                  |                                  |
| Kuaizhou        | R.P. de la Xina | Kuaizhou         | 1           | 1        | 0         | 0                  |                                  |
| Llarga Marxa 2  | R.P. de la Xina | Llarga Marxa     | 14          | 14       | 0         | 0                  |                                  |
| Llarga Marxa 3  | R.P. de la Xina | Llarga Marxa     | 14          | 14       | 0         | 0                  |                                  |
| Llarga Marxa 4  | R.P. de la Xina | Llarga Marxa     | 6           | 6        | 0         | 0                  |                                  |
| Llarga Marxa 5  | R.P. de la Xina | Llarga Marxa     | 0           | 0        | 0         | 0                  |                                  |
| Llarga Marxa 11 | R.P. de la Xina | Llarga Marxa     | 3           | 3        | 0         | 0                  |                                  |
| Proton          | Rússia          | Universal Rocket | 2           | 2        | 0         | 0                  |                                  |
| PSLV            | Índia           | PSLV             | 4           | 4        | 0         | 0                  |                                  |
| Soiuz           | Rússia          | R-7              | 5           | 4        | 1         | 0                  |                                  |
| Soiuz-2 or ST   | Rússia          | R-7              | 11          | 11       | 0         | 0                  |                                  |
| SS-520          | Japó            | S-Series         | 1           | 1        | 0         | 0                  |                                  |
| UR-100 (Rockot) | Rússia          | Universal Rocket | 2           | 2        | 0         | 0                  |                                  |
| Vega            | Unió Europea    | Vega             | 2           | 2        | 0         | 0                  |                                  |
| Zhuque-1        | R.P. de la Xina | Zhuque           | 1           | 0        | 1         | 0                  |                                  |

#### Per configuració
| Coet                       | País            | Tipus           | Llançaments | Reeixits | Fracassos | Fracassos parcials | Comentaris                 |
| -------------------------- | --------------- | --------------- | ----------- | -------- | --------- | ------------------ | -------------------------- |
| Antares 230                | Estats Units    | Antares 200     | 2           | 2        | 0         | 0                  |                            |
| Ariane 5 ECA               | Unió Europea    | Ariane 5        | 5           | 4        | 0         | 1                  |                            |
| Ariane 5 ES                | Unió Europea    | Ariane 5        | 1           | 1        | 0         | 0                  | Vol final de la variant ES |
| Atlas V 401                | Estats Units    | Atlas V         | 1           | 1        | 0         | 0                  |                            |
| Atlas V 411                | Estats Units    | Atlas V         | 1           | 1        | 0         | 0                  |                            |
| Atlas V 531                | Estats Units    | Atlas V         | 0           | 0        | 0         | 0                  |                            |
| Atlas V 541                | Estats Units    | Atlas V         | 1           | 1        | 0         | 0                  |                            |
| Atlas V 551                | Estats Units    | Atlas V         | 2           | 2        | 0         | 0                  |                            |
| Atlas V N22                | Estats Units    | Atlas V         | 0           | 0        | 0         | 0                  |                            |
| Delta II 7420              | Estats Units    | Delta II        | 1           | 1        | 0         | 0                  |                            |
| Delta IV Medium+ (4,2)     | Estats Units    | Delta IV        | 0           | 0        | 0         | 0                  |                            |
| Delta IV Medium+ (5,2)     | Estats Units    | Delta IV        | 1           | 1        | 0         | 0                  |                            |
| Delta IV Medium+ (5,4)     | Estats Units    | Delta IV        | 0           | 0        | 0         | 0                  |                            |
| Delta IV Heavy             | Estats Units    | Delta IV        | 1           | 1        | 0         | 0                  |                            |
| Epsilon                    | Japó            | Epsilon         | 1           | 1        | 0         | 0                  |                            |
| Electron                   | Estats Units    | Electron        | 3           | 3        | 0         | 0                  |                            |
| Falcon 9 Full Thrust       | Estats Units    | Falcon 9        | 10          | 10       | 0         | 0                  |                            |
| Falcon 9 Block 5           | Estats Units    | Falcon 9        | 10          | 10       | 0         | 0                  | Vol inaugural              |
| Falcon Heavy               | Estats Units    | Falcon 9        | 1           | 1        | 0         | 0                  | Vol inaugural              |
| GSLV Mk II                 | Índia           | GSLV            | 2           | 2        | 0         | 0                  |                            |
| GSLV Mk III                | Índia           | GSLV Mk III     | 1           | 1        | 0         | 0                  |                            |
| H-IIA 202                  | Japó            | H-IIA           | 3           | 3        | 0         | 0                  |                            |
| H-IIA 204                  | Japó            | H-IIA           | 0           | 0        | 0         | 0                  |                            |
| H-IIB                      | Japó            | H-IIB           | 1           | 1        | 0         | 0                  |                            |
| KZ-11                      | R.P. de la Xina | Kuaizhou        | 0           | 0        | 0         | 0                  |                            |
| Llarga Marxa 2C            | R.P. de la Xina | Llarga Marxa 2  | 6           | 6        | 0         | 0                  |                            |
| Llarga Marxa 2D            | R.P. de la Xina | Llarga Marxa 2  | 8           | 8        | 0         | 0                  |                            |
| Llarga Marxa 3A            | R.P. de la Xina | Llarga Marxa 3  | 2           | 2        | 0         | 0                  |                            |
| Llarga Marxa 3B/E          | R.P. de la Xina | Llarga Marxa 3  | 3           | 3        | 0         | 0                  |                            |
| Llarga Marxa 3B / YZ-1     | R.P. de la Xina | Llarga Marxa 3  | 8           | 8        | 0         | 0                  |                            |
| Llarga Marxa 3C            | R.P. de la Xina | Llarga Marxa 3  | 1           | 1        | 0         | 0                  |                            |
| Llarga Marxa 3C / YZ-1     | R.P. de la Xina | Llarga Marxa 3  | 0           | 0        | 0         | 0                  |                            |
| Llarga Marxa 4C            | R.P. de la Xina | Llarga Marxa 4  | 4           | 4        | 0         | 0                  |                            |
| Llarga Marxa 5             | R.P. de la Xina | Llarga Marxa 5  | 0           | 0        | 0         | 0                  |                            |
| Llarga Marxa 11            | R.P. de la Xina | Llarga Marxa 11 | 3           | 3        | 0         | 0                  |                            |
| Proton-M / Briz-M          | Rússia          | Proton          | 2           | 2        | 0         | 0                  |                            |
| PSLV-CA                    | Índia           | PSLV            | 2           | 2        | 0         | 0                  |                            |
| PSLV-XL                    | Índia           | PSLV            | 2           | 2        | 0         | 0                  |                            |
| Rókot / Briz-KM            | Rússia          | UR-100          | 2           | 2        | 0         | 0                  |                            |
| Soiuz-2.1a or STA          | Rússia          | Soiuz-2         | 2           | 2        | 0         | 0                  |                            |
| Soiuz-2.1a or STA / Fregat | Rússia          | Soiuz-2         | 2           | 2        | 0         | 0                  |                            |
| Soiuz-2.1b or STB          | Rússia          | Soiuz-2         | 1           | 1        | 0         | 0                  |                            |
| Soiuz-2.1b or STB / Fregat | Rússia          | Soiuz-2         | 5           | 5        | 0         | 0                  |                            |
| Soiuz-2-1v / Volga         | Rússia          | Soiuz-2         | 1           | 1        | 0         | 0                  |                            |
| Soiuz-FG                   | Rússia          | Soiuz           | 5           | 4        | 1         | 0                  |                            |
| SS-520                     | Japó            | S-Series        | 1           | 1        | 0         | 0                  |                            |
| Vega                       | Unió Europea    | Vega            | 2           | 2        | 0         | 0                  |                            |
| Zhuque-1                   | R.P. de la Xina | Zhuque-1        | 1           | 0        | 1         | 0                  |                            |

### Per zona de llançament
- Jiuquan
- Taiyuan
- Wenchang
- Xichang
- Kourou
- Satish Dhawan
- Tanegashima
- Uchinoura
- Mahia
- Baikonur
- Plessetsk
- Vostotxni
- Cap Canaveral
- Kennedy
- MARS
- Vandenberg

| Lloc          | País            | Llançaments | Reeixits | Errors | Errors parcials | Comentaris |
| ------------- | --------------- | ----------- | -------- | ------ | --------------- | ---------- |
| Baikonur      | Kazakhstan      | 9           | 8        | 1      | 0               |            |
| Cap Canaveral | Estats Units    | 17          | 17       | 0      | 0               |            |
| Jiuquan       | R.P. de la Xina | 16          | 15       | 1      | 0               |            |
| Kennedy       | Estats Units    | 3           | 3        | 0      | 0               |            |
| Kourou        | França          | 11          | 10       | 0      | 1               |            |
| Mahia         | Nova Zelanda    | 3           | 3        | 0      | 0               |            |
| MARS          | Estats Units    | 2           | 2        | 0      | 0               |            |
| Plessetsk     | Rússia          | 6           | 6        | 0      | 0               |            |
| Satish Dhawan | Índia           | 7           | 7        | 0      | 0               |            |
| Taiyuan       | R.P. de la Xina | 6           | 6        | 0      | 0               |            |
| Tanegashima   | Japó            | 4           | 4        | 0      | 0               |            |
| Uchinoura     | Japó            | 2           | 2        | 0      | 0               |            |
| Vandenberg    | Estats Units    | 9           | 9        | 0      | 0               |            |
| Vostotxni     | Rússia          | 2           | 2        | 0      | 0               |            |
| Wenchang      | R.P. de la Xina | 0           | 0        | 0      | 0               |            |
| Xichang       | R.P. de la Xina | 17          | 17       | 0      | 0               |            |
| Total         | Total           | 114         | 111      | 2      | 1               |            |

### Per òrbita
- Transatmosfèric
- Terrestre Baixa
- Terrestre Baixa (EEI)
- Terrestre Baixa (SSO)
- Terrestre Baixa (retrograda)
- Geosíncrona
(transferència)
- Terrestre Mitjana
- Terrestre Alta
- Heliocèntrica

| Règim orbital                            | Llançaments | Assolits | No assolits | Assolits accidentalment | Comentaris                                  |
| ---------------------------------------- | ----------- | -------- | ----------- | ----------------------- | ------------------------------------------- |
| Transatmosfèric                          | 0           | 0        | 0           | 0                       |                                             |
| Terrestre Baixa / Heliosíncrona          | 67          | 64       | 3           | 0                       | Perduts Zuma, Soiuz MS-10 i Zhuque-1        |
| Geosíncrona / GTO                        | 27          | 26       | 0           | 1                       | Vol Ariane VA241 va tenir un rendiment baix |
| Terrestre Mitjana                        | 13          | 13       | 0           | 0                       |                                             |
| Terrestre Alta / Lunar de transferència  | 3           | 3        | 0           | 0                       |                                             |
| Heliocèntrica / Transferència planetària | 4           | 4        | 0           | 0                       |                                             |
| Total                                    | 114         | 110      | 3           | 1                       |                                             |